# اوتسیوکی
اوتْسیوکی (به فنلاندی: Utsjoki) یک منطقهٔ مسکونی در فنلاند است که در لاپلند واقع شده‌است.